# Réservoir Prod
Réservoir Prod est une société de production privée de télévision française , créée par Jean-Luc Delarue en juin 1994, dont il était le seul actionnaire. Son nom fait référence au film de gangsters américain Reservoir Dogs de Quentin Tarantino.
Face aux succès d'audience de Réservoir Prod, la société multiplie les productions et devient en 2001 « une PME prospère avec 400 employés et des diversifications tous azimuts, dans le sport, le jeu télé, le documentaire, Internet… ».
En décembre 2013, après la mort de Jean-Luc Delarue, la société est rachetée par Lagardère Studios.
En octobre 2020, Lagardère Studios, dont fait partie Réservoir Prod, est rachetée par le groupe Mediawan et est dirigé par Eve Ewing.

## Productions

### Anciennes productions
- Ça se discute pour France 2 de septembre 1994 à juin 2009
- Déjà dimanche (1995-1997 sur France 2)
- Les 30 Dernières Minutes (1998 sur France 2)
- 3 x + Net (1999-2001 sur France 3)
- Tous égaux (2000-2003 sur France 3)
- Le Cours Florent (2002 sur Canal+)
- Jour après jour pour France 2
- C'est mon choix (1999-2004 pour France 3 puis 2015-2017 pour Chérie 25)
- Vis ma vie pour TF1 de 2001 à 2007 et coproduit avec Carson Prod
- Le Brise-cœur pour France 2 de juillet à août 2004
- Qui est le bluffeur ? pour France 2 en juillet 2006
- 7 ans de mariage pour M6
- Un homme de loi pour TF1
- Vies croisées pour  W9 d'avril 2010 à 2013
- Réunion de famille pour France 2 de septembre à novembre 2011
- Toute une histoire pour France 2 de septembre 2006 à juin 2016
- Mille et une vies pour France 2 de septembre 2016 à juin 2017, en coproduction avec Adenium TV

### Productions en cours
- Maison à vendre pour M6 depuis décembre 2007
- Recherche appartement ou maison pour M6 depuis février 2006
- Tellement vrai pour NRJ 12[5]
- L'amour food pour C8
- Redesign, sauvons les meubles pour M6
- Ça commence aujourd'hui pour France 2 depuis août 2017
- Ça commence aujourd'hui, des nouvelles de nos invités pour France 2 depuis septembre 2019
- Stars à Domicile, Pour TF1 de février 2001 à avril 2004 et depuis février 2022
- L'Agence pour Netflix et TMC depuis 24 septembre 2020

## Distinctions
- Prix Média Enfance Majuscule 2022 Catégorie Documentaire tourné en France pour L’enfance volée, du tabou au combat (Les temps changent)